# Oxytropis immersa
Oxytropis immersa är en ärtväxtart som först beskrevs av John Gilbert Baker, och fick sitt nu gällande namn av Boris Fedtjenko. Oxytropis immersa ingår i släktet klovedlar, och familjen ärtväxter.

## Underarter
Arten delas in i följande underarter:
- O. i. immersa
- O. i. jinaliensis